# گیگانتو ماکیا
گیگانتو ماکیا (ژاپنی: ギガントマキア هپبورن: Gigantomakia) یک مجموعه مانگای ژاپنی است که توسط کنتارو میورا نوشته و مصورسازی شده است. این مجموعه از نوامبر ۲۰۱۳ تا مارس ۲۰۱۴ در مجله سینن مانگای یانگ انیمال از انتشارات هاکوسنشا به صورت سریالی منتشر شد و فصل‌های آن در یک جلد تانکوبون جمع‌آوری شد. گیگانتو ماکیا اولین اثر اصلی تکمیل شدهٔ میورا در مدت ۲۴ سال پس از مجموعه مانگای برزرک به‌شمار می‌رود.

## داستان
داستان ۱۰۰ میلیون سال در آینده پس از رویدادی به نام «ویرانی عظیم» روایت می‌شود. هیولاهای بزرگی به شکل حشره در زمین‌های بایر پرسه می‌زنند، که توسط امپراتوری المپ در جنگ حماسی خود علیه آلسیونئوس و نیروهای جهنمی او استفاده می‌شوند. گلادیاتور دلوس، عارف پروم و تایتان گوهرا، وظیفه پایان دادن به خونریزی و نجات سیاره را بر عهده دارند.